# تل الحسي

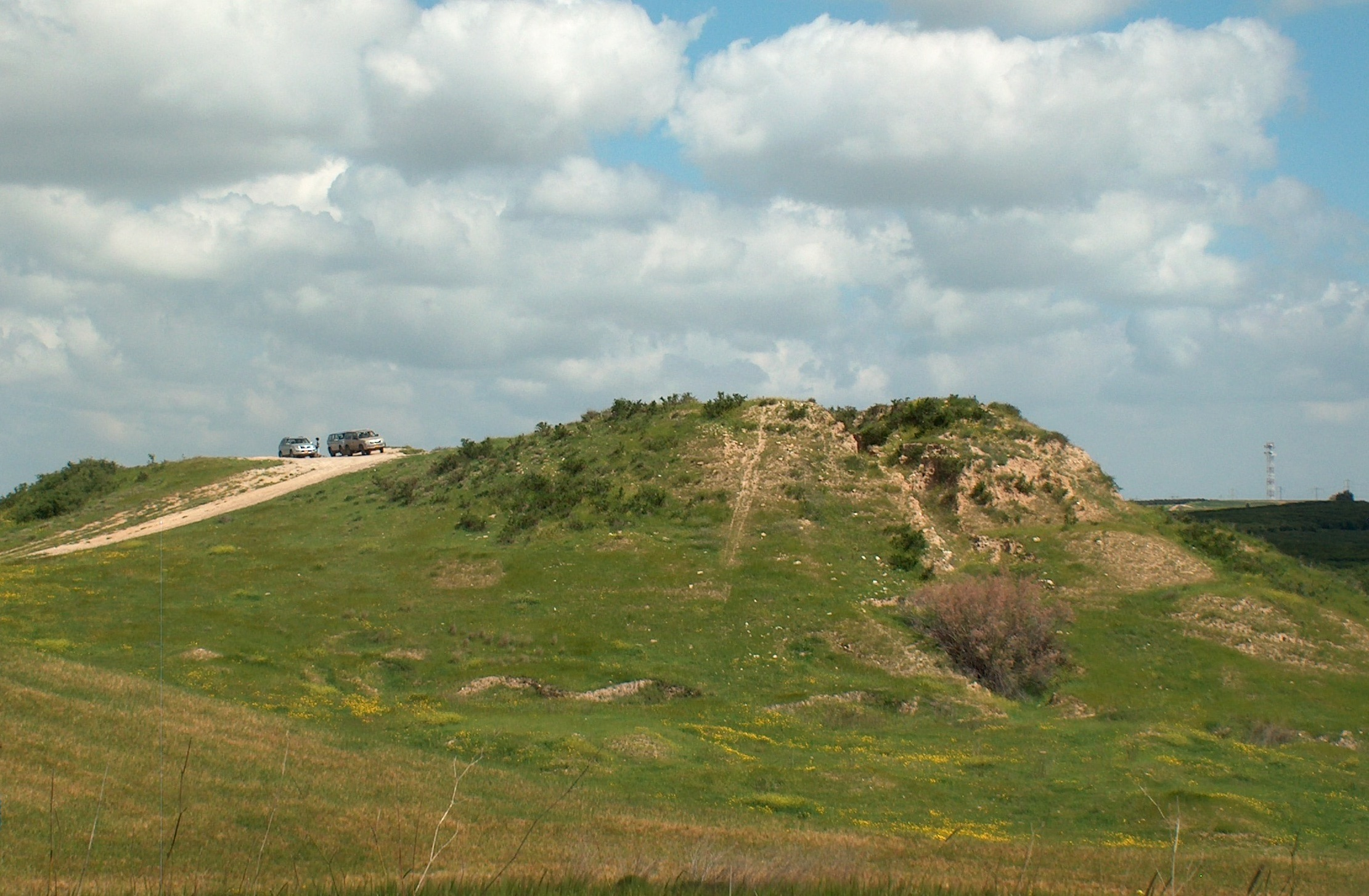
تل الحسي في فلسطين

تل الحسي يقع في فلسطين على بعد 26 كيلو متر إلى الشمال الشرقي من مدينة غزة، وتبلغ مساحته حوالي 10.5 هكتاراً، كان الموقع مأهولاً بالسكان خلال المراحل الثلاثة الأولى من العصر البرونزي القديم ومحصناً خلال المرحلة الثالثة فقط.
جغرافيًا يبدأ وادي الحسي من تل الحسي ويجري 48 كم غربًا حتى يصب في البحر الأبيض المتوسط بين هربيا والمجدل.